# جان دراموند
جان دراموند (انگلیسی: Jon Drummond؛ زادهٔ ۹ سپتامبر ۱۹۶۸) دونده اهل ایالات متحده آمریکا است.
وی در مسابقات کشوری و بین‌المللی در مجموع برندهٔ ۴ مدال طلا، ۱ مدال نقره شده‌است.